# فانيفيلنكولم
فانيفيلنكولم (بالإنجليزية: Vannivilankulam)‏ هي منطقة سكنية تقع في سريلانكا في المقاطعة الشمالية.